# ینی میل
ینی میل (به لاتین: Yeni Mil) یک منطقه مسکونی در جمهوری آذربایجان است که در شهرستان بیلقان واقع شده است. ینی میل ۲۰۲۳ نفر جمعیت دارد.